# Włodzimierz Hulewicz
Włodzimierz Hulewicz herbu Nowina (zm. przed 13 marca 1699 roku) – podkomorzy łucki w latach 1695–1698, podsędek łucki w latach 1661–1695.
Deputat na Trybunał Główny Koronny w latach 1641/1642 z województwa wołyńskiego. Był elektorem Jana II Kazimierza Wazy. Poseł sejmiku wołyńskiego na sejm 1683 roku.